# Claus Theo Gärtner
Pour les articles homonymes, voir Gärtner.
Claus Theo Gärtner, né le 19 avril 1943 à Berlin, est un acteur allemand. Il est notamment connu pour son rôle de Josef Matula dans la série télévisée Un cas pour deux à partir de 1981.

## Biographie

### Famille et formation
Fils d'un commerçant et d'une professeure de danse classique, Claus Gärtner passe son enfance et son adolescence en Autriche, aux États-Unis et en Asie du Sud-Est. 
Il fait des études de musique et de théâtre à Brunswick et à Hanovre. En 1966, il est engagé au Deutsches Theater de Göttingen. Il travaillera ensuite à Hanovre, Oldenburg et à Berlin. 

### Carrière
À la fin des années 1960, Claus Gärtner commence à jouer des seconds rôles dans des films et des séries télévisées. Il obtient son premier rôle principal en 1972, dans le film Zoff d'Eberhard Pieper. Ce rôle lui vaudra le prix du meilleur espoir de cinéma. 
Le lancement de la série Un cas pour deux en 1981 le rendra célèbre. Il incarne le rôle de Josef Matula, un détective privé, ancien policier, au cours de 300 épisodes. Il abandonne le rôle en 2012. Une nouvelle série Un cas pour deux avec d'autres acteurs, donne une nouvelle forme à la série à partir de 2013, sans toutefois retrouver la popularité qu'elle avait lors de la période Gärtner.
Incarné par Gärtner, le personnage de Matula est un « macho vieillissant » en veste de cuir, à la voix rauque et aux mots durs, qui conduit son éternelle Alfa Romeo. Le détective, toujours célibataire, habite un simple studio, au milieu duquel trône une table de billard, à côté de son frigo à bières.  Il doit chaque fois discuter avec ses clients de ses tarifs, ce qui prouve sa précarité financière. Il accepte les missions les plus difficiles et n'abandonne jamais. Comme s'il s'agissait d'un rituel, il se bat au moins une fois par épisode (même si la bagarre est parfois remplacée par une vile attaque dans laquelle il est frappé par derrière). Ces caractéristiques du personnage ont fait dire à la critique qu'il incarnait un symbole ouest-allemand de constance et de virilité. 
En 2016, il publie son autobiographie, Matula, hau mich raus! Mein Leben vor und hinter den Kulissen (Matula, sors de mon corps ! Ma vie devant et derrière les coulisses). 
À partir de 2017, l'acteur ressuscite son personnage en tournant lui-même de nouveaux épisodes dans la série de téléfilms Matula : Matula en 2017 ; Matula – Der Schatten des Berges en 2018 et Matula – Tod auf Mallorca en 2019.

## Filmographie

### Acteur

#### Cinéma
- 1971 : Jaider, der einsame Jäger : Anderl
- 1972 : Zoff d'Eberhard Pieper : Fred
- 1974 : Einer von uns beiden de Wolfgang Petersen : Protzel
- 1975 : Familienglück de Ingo Kratisch (de) et Marianne Lüdcke : Rainer
- 1977 : Operation Ganymed (de) de Rainer Erler (de) : Dug
- 1979 : Die erste Polka de Horst Bienek : le Feldwebel Metzmacher
- 1979 : Winterspelt d'Eberhard Fechner : l'appointé-chef Hubert Reidel
- 1984 : Uindii de Masato Harada : Leo
- 2003 : Ein Hauch von Zeit de Tom Kolinski (court-métrage) : le narrateur

#### Télévision
- 1967 : Der Tod des Präsidenten (téléfilm) : Jake de Bonay
- 1969 : Altergenossen (téléfilm) : un étudiant
- 1969 : Alma Mater (téléfilm) : Ulrich
- 1972 : Eisenwichser (téléfilm) : Volker
- 1972 et 1982 : Sonderdezernat K1 (série) : Eberhard Goetz
- 1974 et 1977 : Tatort (série) : Erwin Scholl / Ulli Meineke
- 1976 : Eurogang (série) : Harry Krausch
- 1978 : Heroin 4 (téléfilm) : Jürgen Lenz
- 1978 : Die Straße (série) : Hanno
- 1981 à 2013 - 2015 : Un cas pour deux (série) : Hermann Josef Matula (301 épisodes)
- 1982 : Der Gast (téléfilm) : Erich
- 1985 : Grand mit 3 Damen (téléfilm) : Urs
- 1993 : Wolff, police criminelle (Wolffs Revier) (série) : Peter Schell
- 1994 : Commissaire Léa Sommer (Die Kommissarin) (série) : Josef
- 1995 : Auf dünnem Eis (téléfilm) : Michael Schänker
- 2001 : Mühle - Dame - Mord (téléfilm) : un détective
- 2004 : Blatt und Blütte - Die Erbschaft (téléfilm) : Charly
- 2009 : Der Mann aus der Pfalz (téléfilm) : Heiner GeiBler âgé
- 2016 : SOKO Stuttgart - épisode Fluch des Geldes (série télé)
- 2017 : Matula (série télé) : Joseph Matula

### Réalisateur
- 2004 : Un cas pour deux, épisode « Petits revenus complémentaires » (saison 24, épisode 6)
- 2010 : Un cas pour deux, épisode « Sous pression » (saison 30, épisode 1)

## Publication
- (de) Claus Theo Gärtner et Sarah Gärtner, Matula, hau mich raus! Mein Leben vor und hinter den Kulissen. Die Autobiografie [Matula, sors de mon corps ! Ma vie devant et derrière les coulisses], Berlin, 2016.  (ISBN 978-3-86265-583-0)